# Cárcel de Máxima y Mediana Seguridad de Valledupar
El Establecimiento Penitenciario y Carcelario de Alta y Mediana Seguridad de Valledupar, conocido popularmente como La Tramacúa, es un centro penitenciario ubicado en la ciudad de Valledupar, Colombia, manejado por el Instituto Nacional Penitenciario y Carcelario (INPEC). Tiene capacidad máxima para 1.600 internos. Las instalaciones cubren 15 hectáreas y están ubicadas a 3 kilómetros del perímetro urbano de Valledupar, vía al Batallón 'La Popa'.

## Historia
La cárcel fue inaugurada en abril de 2000 por el presidente de la república de Colombia, Andrés Pastrana y el ministro de justicia, Rómulo González Trujillo en la ciudad de Valledupar. Fueron acompañados por el director del INPEC, general (r) Fabio Campo Silva; el director del Fondo de Infraestructura Carcelaria (FIC), Hernán Valdivieso; el viceministro de Justicia Mauricio González Cuervo, el alcalde Johnny Pérez Oñate y el comandante de la Policía Nacional de Colombia en el departamento del Cesar, coronel Ciro Hernando Chitiva.
El diseño de la prisión estuvo a cargo del INPEC y del Buró Federal de Prisiones de los Estados Unidos. El centro penitenciario tuvo un costo de construcción de $25 mil millones de pesos.
La prisión es ampliamente conocida por albergar en sus paredes a aquellos criminales que son considerados de alta peligrosidad por las autoridades Colombianas. Consta de tres secciones llamadas patios donde están recluidos los reos a los cuales se les obliga a utilizar uniforme de presidiario a diferencia de otras cárceles de Colombia. 

### Patio 3
La fama de la prisión principalmente se debe al famoso patio número 3, ubicado en la parte trasera de la penitenciaria alejado del resto de los otros módulos. En esta sección de la cárcel que consta de dos pisos con 10 celdas cada uno se encuentran aquellos criminales que han cometido los crímenes más atroces que generaron conmoción dentro del país, destacando principalmente, asesinos en serie, violadores, guerrilleros, paramilitares, narcotraficantes solicitados en extradición y criminales pertenecientes al crimen organizado. Estos prisioneros tienen poco contacto con otros reos permaneciendo encerrados durante 23 horas al día con una hora de permiso para salir de sus celdas de dos por tres metros para recreación siempre vigilados de forma estricta por varios guardias debido a su notoriedad.

## Incidentes
Los guardias del Inpec regularmente encuentran armas blancas artesanales, drogas y equipos de telefonía celular en poder de los reclusos. Los celulares son usados por los presos para delinquir desde la cárcel, especialmente extorsiones telefónicas. Para prevenir el uso de celulares desde la prisión, las autoridades del Inpec instalaron inhibidor de señales celulares. A pesar de que los casos de extorsiones disminuyeron, cuando los equipos son enviados a mantenimiento, las llamadas extorsivas se reanudan.
La prisión ha sido objeto de debates políticos debido a las extorsiones y otros delitos que se han producido desde el interior de la cárcel. La ciudadanía de Valledupar percibe que la inseguridad en la ciudad es producto en parte de tener cerca una prisión con tan peligrosos delincuentes. Cuando los presos de alta peligrosidad son trasladados a Valledupar, sus familiares y sus compinches criminales en ocasiones empiezan a cometer acciones criminales en la ciudad.

## Presos notorios
Entre los presos que han pasado por La Tramacúa se destacan:
- Camilo Torres Martinez, alias Fritanga, narcotraficante líder de Los Urabeños.[6]
- David Murcia Guzmán, creador de DMG.[7]
- John Jairo Velásquez, alias Popeye, jefe de sicarios del Cartel de Medellín y Pablo Escobar.[8]
- Lady Tabares, actriz de La vendedora de rosas.[9]
- Levith Rúa, violador en serie.[10]
- Luis Alfredo Garavito, asesino en serie.[11]
- Luis Gregorio Ramírez Maestre, asesino en serie.[12]
- Manuel Octavio Bermúdez, asesino en serie.[13]
- Miguel Rodríguez Orejuela, capo del Cartel de Cali.[14]
- Víctor Patiño Fómeque, líder del Cartel del Norte del Valle.[15]
- Rafael Uribe Noguera, violador y asesino de la niña Yuliana Samboní.[16]
- Johnier Leal, hermano del estilista Mauricio Leal, condenado a 55 años de prisión por el asesinato de su hermano y su madre.
- Harold Echeverry, violador en serie y asesino de la niña Michelle Dayana Gonzalez.[17]
- Bryan Campo Pillimue. violador y asesino de la niña Sofia Delgado Zúñiga.[18]